# Calumbi
Calumbi is een gemeente in de Braziliaanse deelstaat Pernambuco. De gemeente telt 7.977 inwoners (schatting 2009).
De gemeente grenst aan Serra Talhada, Betânia, Triunfo, Santa Cruz da Baixa Verde en Flores.